# Григорий Перелман
Григорий Яковлевич Перелман (на руски: Григо́рий Я́ковлевич Перельма́н, р. 13 юни 1966, Ленинград, СССР), е изтъкнат руски математик, първи доказал хипотезата на Поанкаре.
През 2006 г. е удостоен с престижния Филдсов медал за постижения в математиката, но отказва да го получи.

## Биография
Григорий Перелман е роден на 13 юни 1966 г. в Ленинград (днес Санкт Петербург) в еврейско семейство. От 5 клас се занимава в математическия център при градския дворец на пионерите под ръководството на доцент Сергей Рукшин. През 1982 г. в състава на отбора на съветските ученици завоюва златен медал на международна математическа олимпиада в Будапеща. Завършва физико-математическо училище.
Приет е без изпити в Математико-механическия факултет на Ленинградския държавен университет. Побеждава на факултетни, градски и всесъюзни студентски математически олимпиади. За отличен успех получава Ленинска стипендия. Завършва университета с отличие и постъпва в аспирантура (с ръководител академик А. Д. Александров) при Математическия институт „В. А. Стеклов“ (ПОМИ) в Санкт Петербург на Руската академия на науките. Защитава през 1990 г. кандидатска дисертация и остава в института да работи като старши научен сътрудник.
От началото на 1990-те години до 1996 г. работи като научен сътрудник в университети в САЩ, след което се завръща в ПОМИ. През декември 2005 г. напуска поста водещ научен сътрудник в лабораторията по математическа физика в института.
Практически напълно прекъсва връзка с колегите си. Не проявява интерес към по-нататъшна научна кариера. Живее с майка си, води твърде затворен начин на живот, избягва журналисти.

## Научен принос
През 1994 г. Г. Перелман доказва Хипотезата за душата.
Бидейки представител на Ленинградската геометрическа школа, развива и прилага ленинградската теория на пространствата на Александров за анализ на потоци на Ричи.
През 2002 г. Перелман за първи път публикува своята новаторска работа, посветена на решаването на частен случай на хипотезата за геометризация на Уилям Търстон (William Thurston), от която следва верността на знаменитата хипотеза на Поанкаре, формулирана от френския математик, физик и философ Анри Поанкаре през 1904 г. Описаният от него метод за изучаване на потока на Ричи получава названието теория на Хамилтън-Перелман.

## Признание и оценки
- 1996 г. – удостоен с премия на Европейското математическо дружество за млади математици, но отказва да я получи.
- 2006 г.:
  - за решаване на хипотезата на Поанкаре му е присъдена международната премия „Филдсов медал“, обаче се отказва и от нея;
  - списание „Сайънс“ нарича доказването на теоремата на Поанкаре научен „пробив на годината“ („Breakthrough of the Year“), като това е първата работа по математика, заслужила такова звание.
- 2007 г. – британският вестник „Дейли Телеграф“ публикува списък на „100-те живи гении“, в който Григорий Перелман заема 9-о място преди другите 2 граждани на Русия (Гари Каспаров на 25-о място и Михаил Калашников на 83-то място).
- Март 2010 г. – американският Математически институт „Л. Клей“, Кеймбридж, щата Масачузетс му присъжда премия в размер на 1 милион американски долара за доказване на хипотезата на Поанкаре, станало първото в историята присъждане на премията за решаване на задача от Задачите на хилядолетието. През юни 2010 г. Перелман не уважава с присъствието си математическата конференция в Париж, на която се предполагало да му се връчи „Премията на хилядолетието“, а на 1 юли 2010 г. публично заявява своя отказ от премията.

## Интересни факти
- Григорий Перелман е главният герой в документалния филм „Обаянието на хипотезата на Поанкаре“ на режисьора Масахито Касуга, сниман от японската обществена телевизия NHK през 2008 г.
- Разпространена е заблудата, че баща на Григорий Яковлевич Перелман е известният популяризатор на физиката, математиката и астрономията Яков Перелман[2]. Все пак Я. И. Перелман умира повече от двадесет години преди рождената дата на Григорий Перелман (по време на блокадата на Ленинград).